# Simklubben Ran
Simklubben Ran i Malmö grundades år 1922. Simklubben bedriver simskola för såväl barn som vuxna, men har även en viktig del i skolsim, det vill säga obligatorisk simning inom ramen för ämnet idrott och hälsa. Simklubben har även tävlingsverksamhet inom tävlingssimning, vattenpolo, triathlon och open water.
Fem simmare har deltagit i Olympiska spelen medan de simmat för klubben: Karin Larsson (1956), Kristina Larsson (1960), Rudi Dollmayer (1992), Gabriella Fagundez (2008) och Ida Marko-Varga (2008).
Åke Wihlney spelade i sin ungdom vattenpolo för Ran, och vann 1951 en tävling i Malmö, och var även med i laget som blev skånska mästare 1954. 

## Svenska mästare
SK Ran har till och med 2022 tagit 66 individuella SM-guld, 13 SM-guld i lagkapp och ett i vattenpolo (2008). De femton individuella medaljörerna är (siffran anger antalet titlar):

Therese Svendsen (17)
Gabriella Fagundez (10)
Karin Larsson (7)
Roland Lundin (6)
Bertil Persson (5)
Rudi Dollmayer (5)
Kristina Larsson (4)
Sofia Kraft (4)
Una Finnman (2)
Barbro Andersson (1)
Camilla Olsson (1)
Ida Marko-Varga (1)
Inga Jönsson (1)
Mats Westergren (1)
Pensé Andersen (1)